# Barbara Zdunk
Barbara Zdunk (1769 – Reszel, 21 agosto 1811) è stata una presunta piromane e strega polacca, considerata l'ultima donna condannata in Europa per stregoneria; ciò tuttavia è dubbio, perché tale accusa nella Prussia dell'epoca non era più considerata reato.

## Biografia
Non si sa molto della giovinezza di Barbara Zdunk e le notizie certe su di lei cominciano a partire dal 1806, quando un devastante incendio provocò molti danni a Reszel fin quasi a radere al suolo la città (che dal 1772 al 1945 faceva parte della Prussia, mentre attualmente si trova in Polonia). La donna, che era una cameriera con la passione della magia, venne accusata di incendio doloso e fu rinchiusa nel castello del borgo: riconosciuta colpevole, venne condannata al rogo nel 1811, anche se apparentemente il boia l'aveva strangolata prima di appiccare il fuoco.
Oggi si ritiene che i veri piromani furono un gruppo di soldati polacchi e vi è incertezza circa la vera ragione della condanna della Zdunk, a seguito della quale vennero fatti una serie di ricorsi alle varie corti d'appello e uno anche al re: potrebbe essere una vendetta contro l'etnia polacca - alla quale l'imputata apparteneva - da parte delle autorità prussiane, una concessione della giuria a un pubblico indignato che "pretendeva" un colpevole, il sospetto di stregoneria oppure il fatto che lei era una donna trentottenne che aveva un fidanzato di 22 anni, il bracciante Jakob Auster.
Il suo caso è molto simile a quello di Anna Göldi, giustiziata nel 1782, che viene spesso definita come l'ultima persona ad essere condannata per stregoneria in Europa; gli storici sono ancora incerti, perché è dubbio se il processo a Barbara Zdunk può venir considerato come una caccia alle streghe in senso giuridico.